# Tour du Morbihan
Il Tour du Morbihan, noto fino al 1963 come Circuit du Morbihan, era una corsa a tappe maschile di ciclismo su strada che si svolse nel dipartimento di Morbihan, in Francia, tra il 1930 e il 1969.  

## Storia
Creato nel 1930, nel corso degli anni fu disputato sia come corsa in linea sia a tappe. Conobbe un periodo di arresto durante gli anni della seconda guerra mondiale, per poi tornare ad essere organizzato nei primi anni cinquanta ed essere nuovamente sospeso per un breve periodo nel 1956 e 1957.
Aperto ai corridori professionisti fino al 1956, dal 1958 al 1963 fu riservato ai dilettanti e agli "indipendenti". Nel 1964, con il nuovo nome di Tour du Morbihan, tornò ad essere dedicato ai professionisti.

## Albo d'oro
Aggiornato all'edizione 1969.
| Anno                | Vincitore             | Secondo             | Terzo               |
| Circuit du Morbihan | Circuit du Morbihan   | Circuit du Morbihan | Circuit du Morbihan |
| ------------------- | --------------------- | ------------------- | ------------------- |
| 1930                | Joseph Demuysere      | Hector Martin       | Émile Joly          |
| 1931                | Frans Bonduel         | Gaston Rebry        | Nicolas Frantz      |
| 1932                | Alfons Schepers       | Jean Aerts          | Émile Joly          |
| 1933                | Roger Lapébie         | Léon Louyet         | Georges Speicher    |
| 1934                | Louis Hardiquest      | Romain Gijssels     | Jean Bidot          |
| 1935                | René Le Grevès        | Pierre Cloarec      | Joseph Moerenhout   |
| 1936                | Cyriel Van Overberghe | René Le Grevès      | Frans Bonduel       |
| 1937                | Robert Wierinckx      | Adolph Braeckeveldt | Gaspard Rinaldi     |
| 1938                | Pierre Cloarec        | Sylvain Grysolle    | Robert Tanneveau    |
| 1939                | Sylvère Maes          | Armand Le Moal      | Lucien Vlaemynck    |
| 1940-49             | non disputato         | non disputato       | non disputato       |
| 1950                | Pierre Tacca          | Robert Desbats      | Éloi Tassin         |
| 1951                | Jean Baldassari       | Pierre Molinéris    | Marcel Dussault     |
| 1952                | Albert Dolhats        | Jacques Dupont      | Édouard Muller      |
| 1953                | Jean Bobet            | Eugène Telotte      | Stanislas Bober     |
| 1954                | Jean Guéguen          | Robert Desbats      | Jacques Dupont      |
| 1955                | Jean-Marie Cieleska   | René Privat         | Fernand Picot       |
| 1956-57             | non disputato         | non disputato       | non disputato       |
| 1958                | Bernard Glais         | Max Bléneau         | Minter              |
| 1959                | Joseph Aure           | Max Bléneau         | ?                   |
| 1960                | Georges Groussard     | Jean-Claude Morio   | Joseph Aure         |
| 1961                | Marcel Flochlay       | Le Gallic           | Jean-Yves Trolez    |
| 1962                | José Antonio Momeñe   | Jorge Nicolau       | Gislard             |
| 1963                | Jean Dupont           | Georges Groussard   | Manuel Manzano      |
| Tour du Morbihan    |                       |                     |                     |
| 1964                | Seamus Elliott        | François Hamon      | Raymond Mastrotto   |
| 1965                | Guy Ignolin           | Raymond Delisle     | Seamus Elliott      |
| 1966                | Eddy Merckx           | Raymond Delisle     | Georges Groussard   |
| 1967                | Bernard Guyot         | Guy Ignolin         | Jean Dumont         |
| 1968                | non disputato         | non disputato       | non disputato       |
| 1969                | Jean-Paul Maho        | Willy Planckaert    | Jean-Pierre Genet   |